# Исаковское (сельское поселение, Удмуртия)
Исаковское — упразднённое муниципальное образование со статусом сельского поселения в составе Балезинского района Удмуртии.
Административный центр — деревня Исаково.
Законом Удмуртской Республики от 17.05.2021 № 49-РЗ к 30 мая 2021 года упразднено в связи с преобразованием муниципального района в муниципальный округ.

## Население
| 2010 | 2012 | 2013 | 2014 | 2015 | 2016 |
| ---- | ---- | ---- | ---- | ---- | ---- |
| 914  | ↘898 | ↘878 | ↘842 | ↘837 | ↘815 |
| 2017 | 2018 | 2019 | 2020 | 2021 |      |
| ↘784 | ↘762 | ↘749 | ↘725 | ↘696 |      |

## Состав сельского поселения
| № | Населённый пункт | Тип населённого пункта          | Население |
| - | ---------------- | ------------------------------- | --------- |
| 1 | Бахтиево         | деревня                         | ↗8        |
| 2 | Ермилово         | деревня                         | ↗1        |
| 3 | Исаково          | деревня, административный центр | ↗606      |
| 4 | Кер-Нюра         | деревня                         | ↗38       |
| 5 | Кобиньпи         | деревня                         | ↗2        |
| 6 | Малый Ягошур     | деревня                         | ↗1        |
| 7 | Ушур             | деревня                         | ↗409      |

### Упразднённые населённые пункты
Бывшие населенные пункты: Ананьпи, Боброво, Грек-Поляна, Даньвыр, Заполье-1, Заполье-2, Карма, Кордон, Троегран, Умск.

## Социальная инфраструктура
В поселении действуют две школы (средняя в деревне Исаково, обучается 82 человека и основная в деревне Ушур — 35 человек), два дошкольных учреждения (в деревне Исаково и в деревне Ушур), две библиотеки, два клуба, амбулатория и фельдшерско-акушерский пункт. Среди предприятий работают ООО «Восход», ЗАО «Развитие», Ушурское участковое лесничество.